# Militarizacija policije
Militarizacija policije se nanaša na uporabo vojaške opreme in taktike s strani uslužbencev organov pregona. To vključuje uporabo oklepnih transporterjev, jurišnih pušk, avtomatskih pištol, granat, lansirnih granat, ostrostrelskih pušk in skupin za posebno orožje in taktiko. Militarizacija kazenskega pregona je povezana tudi z zbiranjem informacij v obliki obveščevalnih agencij, namenjenih javnosti in političnim aktivistom z bolj agresivnim slogom kazenskega pregona.  Profesor kazenskega pravosodja Peter Kraska je militarizacijo policije opredelil kot "postopek, v katerem civilna policija vse bolj črpa iz načel militarizma in vojaškega modela in se zanje oblikuje." Opazovalci so opazili militarizacijo policijskih protestov. Od sedemdesetih let prejšnjega stoletja je policija za demonstracije streljala na protestnike z uporabo pištol z gumijastimi ali plastičnimi kroglami. Solzivec, ki ga je leta 1919 razvila vojska Združenih držav Amerike za nadzor nemirov, se še vedno pogosto uporablja proti protestnikom. Uporaba solzivca v vojnah je prepovedana z različnimi mednarodnimi pogodbami, ki jih je podpisala večina držav; dovoljena pa je uporaba kazenskega pregona ali vojaška uporaba v domačih ali neborbenih razmerah.
Zaskrbljenost glede militarizacije policije sta sprožila oba konca političnega spektra v Združenih državah Amerike, pri čemer sta Libertarijanski inštitut Cato in Ameriška zveza za državljanske svoboščine izrazila kritiko te prakse. Bratski red policije se je zavzel za opremljanje policistov z vojaško opremo z utemeljitvijo, da povečuje varnost policistov in jim omogoča zaščito predstavnikov javnosti in drugih, ki se prvi odzovejo (npr. gasilci in nujne medicinske službe osebje). Študija iz leta 2017 pa je pokazala, da so policijske sile, ki so prejele vojaško opremo, bolj verjetno nasilno naletele na javnost, ne glede na lokalno stopnjo kriminala. Študija iz leta 2018 je pokazala, da so bile militarizirane policijske enote v ZDA pogosteje napotene v skupnosti z velikim deležem Afroameričanov, tudi po nadzoru nad lokalno stopnjo kriminala. Mnoge države imajo tudi žandarmerijo, ki je vojaška sila z nalogami kazenskega pregona med civilnim prebivalstvom.

## Združeno kraljestvo / Irska
Royal Irish Constabulary (RIC) je bila policija na Irskem od 1822 do 1922, ko je bila država pod britansko vlado. To je bil čas agrarnih nemirov in irske nacionalistične / republikanske agitacije. RIC je bila navidezno vojaška policija: policisti so bili oboroženi s puškami, uvedeni v vojašnice, sila pa je imela militaristično strukturo in uniformo. Med Irsko vojno za neodvisnost je bila zadolžena za reševanje Irske republikanske vojske (IRA) in je delala skupaj z britansko vojsko. Za izvajanje protiterilskih operacij sta bila ustanovljena pomožni oddelek in posebno orožje Olster.
RIC je postal Royal Ulster Constabulary (RUC) na Severnem Irskem, ki je ostal del Združenega kraljestva. Zaradi grožnje napadov IRA je ostala vojaška policija. Med severnoirskim konfliktom (1960–1990) je RUC rutinsko nosil pištole in puške, potoval z oklepnimi Land Roverji, imel sedež v močno okrepljenih policijskih postajah in delal skupaj z britansko vojsko, včasih je montiral skupne patrulje in delitev istih podlag. RUC je bila prva policija, ki je uporabila gumijaste in plastične krogle za nadzor nemirov. RUC je nasledila policijska služba Severne Irske, ki je v veliki meri ohranila svoje militarizirane značilnosti. Od leta 2000 so druge policijske sile v Združenem kraljestvu sprejele metode policijskega nadzora javnega reda.

## Kanada
Kanadski pravni strokovnjak Michael Spratt je zapisal: "... ni dvoma, da je kanadska policija včasih bolj podobna postapokaliptičnim vojaškim plačancem kot zaščitnikom miru. Naše policijske službe pridobivajo vedno več vojaških igrač - nevaren trend, ki ga je postalo malo na način kritične analize v osrednjih medijih."  Vse več kanadskih policijskih agencij je v zadnjih letih pridobilo oklepna vozila. Leta 2010 je policijska služba Ottawa za 340.000 dolarjev kupila Lenco G3 BearCat APC, ki ima "pol centimetra debelo vojaško oklepno karoserijo, balistično steklo z oznako .50, tla, odporna proti eksplozijam, po meri izdelana vrata za pištole in strešno kupolo." 
Protesti skupine G20 v Torontu leta 2010 so pokazali, da se militarizacija protestnih policij ne dogaja samo v ZDA. Policija v Torontu je uporabila zvočni top ali Long Range Acoustic Device (LRAD) - orožje, ki je bilo razvito za uporabo v konfliktih na Bližnjem vzhodu, pa tudi barikade, preventivne aretacije in enote za izgred. Po besedah Kevina Walbyja, docenta za kazensko pravosodje na Univerzi v Winnipegu "je bolj zanimiv vidik militarizacije policije dejansko na strateški strani". Policija "vse bolj trenira s taktiki v vojaškem slogu, zlasti kadar gre za situacije, kot je nadzor množice in vse pogosteje nadzor".
3. junija 2015 so poročali, da so "uradniki RCMP začeli odkrito nositi avtomatske pištole MP5 na Parlament Hill kot del vidnega povečanja varnosti Parlamenta Hill po terorističnem napadu oktobra 2014" . Konservativni senator Vern White, nekdanji častnik RCMP in nekdanji šef policije v Ottawi, pravi: "... nekateri uradniki RCMP, ki varujejo Parlament Hill pred morebitnimi terorističnimi napadi, bi morali biti oboroženi s puškami, podobnimi puškam kanadskih vojakov v Afganistanu" "... močnejši Colt C8 (ki je) priljubljen med policijskimi taktičnimi skupinami ter kanadskimi in drugimi četami zveze NATO." White trdi, da bi karabine C8 policistom daleč dlje od strelnih pištol MP5. "RCMP svojim uradnikom izda več kot 2200 karabin C8", vendar RCMP ni navedel ali bodo C8 izdani uradnikom Parlamenta Hill.
Uporabo odvečnih oklepnih vozil za uporabo RCMP in drugih policijskih sil po vsej državi pravniki in akademiki izpodbijajo, saj lahko javnosti zlahka pošljejo napačno sporočilo. Po besedah Michaela Spratta, kazenskega odvetnika iz Ottawe, se sredstva za nakup vozil bolje porabijo za dejavnosti preprečevanja kriminala.

## Brazilija
Leta 2013 "... v Braziliji so bile demonstracije po vsej državi, ki so protestirale proti pomanjkanju osnovnih storitev, medtem ko je država porabila milijarde za svetovno prvenstvo in olimpijske igre. Nepripravljene in pretirano reagirane policijske sile so se odzvale na način, ki je šokiral pretežno protestnike srednjega razreda. Policija, ki je uporabljala "nesmrtonosno" orožje, kot so poper v spreju in gumijaste krogle, medtem ko je bila od glave do pet oblečena v ninja-podobno bojno opremo, vsesplošno aretirala oba nasilna demonstranta "črnega bloka", znanega po svoji konfrontacijski taktiki in anarhističnih stališčih, skupaj z nenasilni protestniki marširajo mirno. " Posledično so se "... pozivi k demilitarizaciji policije - s strani družbenih gibanj, nevladnih organizacij in celo segmentov policije - razširili in ostajajo ena od zapuščin svetovnega nogometnega prvenstva." Brazilec "... vojaška policija danes, čeprav uradno ni krilo oboroženih sil, ostaja institucija s strogo vojaško hierarhijo, ki usposablja vojaško ideologijo in prakse, ki so pogosto podobne okupacijskim silam, ki osvajajo sovražna ozemlja."
Enote, ki so se odzvale na proteste so bile Shock Police, enote specializirane za nadzor nemirov. Vojaška policija je pomožna in rezervna sila vojske pod Generalnim inšpektoratom vojaške policije, ki je del poveljstva kopenskih operacij. V času miru pa guverner zvezne države deluje kot vrhovni poveljnik policijskega in gasilskega zbora, v skladu z ustavo Brazilije, odstavek 144, šesti odstavek, člen 144, kjer je rečeno da "Vojaška policija in gasilski zbor, pomožne in rezervne sile vojske, so podrejene guvernerjem civilne policije zveznih držav in zveznega okrožja."

## Kolumbija
"Od leta 1999 je bil v Kolumbiji v osem milijard dolarjev vrednen program" množična napotitev vojaških čet in militariziranih policijskih sil tako za prepoved prepovedanih mamil kot za boj proti levičarskim gverilskim skupinam". Ta pomoč "spodbuja militarizacijo za organizirani kriminal." Zaradi teh ameriških politik so "Civilne sile vse bolj deležne vojaškega usposabljanja, kar povzroča zaskrbljenost zaradi kršitev človekovih pravic in pretirane uporabe sile, pa tudi premalo znanja o tem, kako ravnati z lokalni protesti - pomisleki so osupljivo podobni tistim, ki zdaj prihajajo iz Fergusona v Missouriju."

## Nemčija
Leta 2016 je nemška policija predstavila "novo posebno enoto BFE +", ki je zasnovana za "boj proti terorističnim napadom". Kriminolog Rafael Behr pravi, da novi BFE +  "v glavnem služil kot psihološko zagotovilo za javnost", ki služilo kot "simbolni" in funkcionalni trud.
Funkcionalni vidik je, da lahko vlada z BFE + uporablja oborožene sile z vojaškim orožjem znotraj Nemčije, kar je "trenutno prepovedana z nemško ustavo". 250 oseb BFE + bo dodanih obstoječi enoti GSG-9. Behr navaja, da bo BFE + lahko "sprožil obsežne love na ljudi" z uporabo "konca policijskega spektra", ki "meji na vojne ali vojaške akcije".

## Mehika
Nova mehiška nacionalna policija Gendarmería je delno opremljena z aktivnimi vojaki, kar je del dolgoletnega trenda militarizacije državne zvezne policije.
Glede na študijo iz leta 2020 v Mehiki še vedno obstaja uporaba mučenja, čeprav je Mehika prešla v demokracijo. Mučenje se še vedno uporablja zaradi "šibke procesne zaščite in militarizacije policijskega dela, ki uvaja strategije, opremo in miselnost, ki osumljence kaznivih dejanj obravnava kot sovražnike v vojnem času."

## Indonezija
Mobilna brigadna enota (Brimob) je indonezijska militarizirana policijska sila (paravojaška), ki se pogosto razporedi za nadzor nemirov, operacije SWAT, protiterorizem, domačo gverilsko vojsko, reševanje domačih civilistov talcev, iskanje in reševanje ter upravljanje oboroženih spopadov, zlasti v območja z domačimi konflikti, na primer na Papui in Poso. Običajno izvaja skupne operacije s TNI.

## Združene države Amerike
Poklicne policijske službe so se v ZDA skozi zgodovino spreminjale. Prve profesionalizirane policijske uprave v ZDA so bile narejene po vzoru Londonske metropolitanske policije. Bili so pod civilnim nadzorom in so bili ne militaristični v smislu, da so se izogibali vojaškim uniformam, orožju in usposabljanju. Po besedah Juliana Goa z bostonske univerze so se policijske službe v ZDA v začetku 20. stoletja vse bolj militarizirale, saj so si "izposojale taktike, tehnike in organizacijske predloge iz ameriškega cesarsko-vojaškega režima, ki je bil razvit za osvajanje in vladanje tujega prebivalstva. "

### 20. stoletje
V začetku 20. stoletja so policijske službe v ZDA sprejele več vojaških novosti, kot so centralizirane verige poveljevanja, profesionalizacija (usposabljanje in disciplina), vojaške operacije in taktike (premagovanje in obvladovanje uporništva ter odpravljanje njegovih vzrokov), enote "odprtega reda", in tehnike zbiranja informacij v boju proti upornikom. Na mnoge od teh reform so vplivale prakse med filipinsko-ameriško vojno in poznejšo ameriško okupacijo Filipinov. Vpliven zagovornik teh policijskih reform je bil August Vollmer, ki so ga označili za "očeta sodobnega policijskega dela". Vollmer je zasnoval učne načrte, ki so jih uporabljali na policijskih tečajih.
Zvezni preiskovalni urad (FBI), pa tudi policijske službe v mestih, kot sta Kansas City, Missouri in Kenosha v Wisconsinu, so začeli uporabljati avtomatsko orožje, vključno s pištolo Thompson, in oklepne avtomobile v dvajsetih letih 20. stoletja. in 1930-ih.
George Fletcher Chandler, veteran ekspedicije Pancho Villa in prvi nadzornik newyorške državne policije, je bil zgodnji zagovornik organov pregona, da nosijo orožje na zunanji strani uniforme..
Policijska militarizacija se je stopnjevala v petdesetih in šestdesetih letih prejšnjega stoletja, v obdobju, ko so bili rasni izgredi in protivojni protesti pogosti v mnogih ameriških mestih. Nekateri verjamejo, da se je navidezni uspeh častnikov, oboroženih z orožjem v vojaškem slogu napotenih za zmanjšanje nemirov v soseski Watts leta 1965, kjer so potekali šestdnevni rasni izgredi, ki so jih sprožili konflikti s policijskim oddelkom v Los Angelesu (LAPD) in ubili 34 ljudi, to je zmanjšalo trend po oboroževanju in opremljanju policistov z orožjem, ki ga uporablja vojska na bojnem polju. Joy Rohde, profesorica na šoli za javno politiko Univerze v Michiganu, je objavila raziskavo, ki govori, da je militarizacija miselnost oziroma težnja po gledanju sveta skozi prizmo nacionalne varnosti, težnja po pretiravanju z obstoječimi grožnjami." Rohde raziskuje korenine modernega militariziranja policije v proti komunistični paranoji iz obdobja hladne vojne in ideji, da so bili domači aktivisti za državljanske pravice podobni tujim sovražnikom, kar se kaže v dejavnostih, kot je CIA.

#### Operacija KAOS.
Po besedah profesorice univerze Harvard Elizabeth Hinton je zakon o pomoči pri kazenskem pregonu iz leta 1965 začel novo obdobje, ko je zvezna vlada olajšala militarizacijo policije na državni in lokalni ravni v ZDA.
V zadnjih sto letih so se z naraščanjem terorističnih dejanj in razpoložljivostjo močnega orožja so se vzpostavile posebne ekipe za orožje in taktiko, ki so se uporabljale v ZDA od šestdesetih do devetdesetih let, srečanja s prefinjenim orožjem skupin za trgovino z mamili, kot je kartel Medellín, in ulične tolpe, kot so Gangster Disciples, z organiziranimi levi protestniki na dogodkih, kot sta Demokratična nacionalna konvencija 1968 v Chicagu in 1999 Konferenca STO v Seattlu, zaradi urbanih nemirov, kot so nemiri Watts leta 1965 v Los Angelesu, nemiri v Detroitu leta 1967 in nemiri v Los Angelesu leta 1992, je organe pregona ponovno preučila. Organi pregona so naleteli na skupine, kot je Front of Liberation Front (ELF) , in incidente, kot so pokol v San Ysidru McDonaldsu leta 1984, streljanje FBI v Miamiju leta 1986 med osmimi agenti FBI in dvema serijskima roparjema bank (v agenti so bili roparji prestreljeni).
Raziskovalci David N. Falcone, Edward L. Wells in Ralph A. Weisheit opisujejo zgodovinsko ločitev policijskih modelov med majhnimi mesti in večjimi mesti, ki so ponavadi delovala drugače z ločenimi hierarhičnimi sistemi, ki podpirajo vsakega. Militarizacija kazenskega pregona na podeželju in v mestih je bila pripisana vpletenosti Združenih držav v vojne v 20. stoletju in vse pogostejšim srečanjem z nasilnimi protestniki in kriminalci z avtomatskim orožjem, eksplozivi in telesnim oklepom, čeprav nekateri pripisujejo militarizacijo do novejših kampanj, znanih kot vojna proti drogam in vojna terorizmu. Zgodovinar Charles A. Beard trdi, da so kulturne spremembe med veliko depresijo spodbudile militarizacijo kazenskega pregona, medtem ko Harwood trdi, da je ustanavljanje SWAT-skupin in taktičnih enot znotraj organov pregona v šestdesetih letih začelo trend.
Zakon o vojaškem sodelovanju s civilnimi organi pregona iz leta 1981 ameriški vojski omogoča sodelovanje z domačimi in tujimi organi pregona. Operacije v podporo kazenskemu pregonu vključujejo pomoč pri operacijah boja proti drogam, civilne motnje, posebne varnostne operacije, boj proti terorizmu, odstranjevanje eksplozivnih orožij in podobne dejavnosti. Ustavne in zakonske omejitve ter ustrezne direktive in predpisi omejujejo vrsto podpore na tem področju. To ameriški vojski omogoča organom pregona dostop do svojih vojaških oporišč in vojaške opreme. [54] Zakonodaja je bila promovirana v času predsedovanja Ronalda Reagana v okviru vojne proti drogam in velja za del splošnega trenda militarizacije policije. Zakon je v eseju Izvori ameriškega vojaškega udara iz leta 2012 naveden kot precedens, ki ga je avtor, častnik ameriških letalskih sil, menil za nevarnega.
Izstrelitev severnega Hollywooda leta 1997 je močno vplivala na organe pregona. Lokalni patruljni častniki so bili takrat običajno oboroženi s svojimi standardnimi pištolami 9 × 19 mm ali .38 Special pištolami, nekateri pa so imeli v svojih avtomobilih na voljo 12-metrsko puško. Roparji bank v severnem Hollywoodu so nosili popolnoma avtomatsko orožje v stilu AK-47 z visoko zmogljivimi bobni in strelivom, ki je lahko prodrlo v vozila in policijske telovnike iz kevlarja. S tem orožjem sta dva roparja bank izstrelila približno 1100 nabojev na policiste in civiliste, preden sta jih ubila. Roparji so nosili pancirje, ki so jih uspešno zaščitili pred kroglami in peletami iz pušk, ki so jih odzvali patrulji. Policija je ugotovila, da službene pištole, ki so jih nosili prvi odzivni častniki, nimajo zadostnega dosega in sorazmerno slabo natančnost, čeprav je ekipa SWAT-a na koncu prispela z zadostno strelno močjo. oklep je v ZDA pripeljal do trenda oboroževanja izbranih policistov, ne le SWAT skupin, s težjo ognjeno močjo, kot so polavtomatske puške tipa NATO AR-15 5,56 × 45 mm. [navedba potrebna] običajno sestavljena iz pištol, ki so streljale iz pištolskih nabojev, kot je Heckler & Koch MP5, in jih začele dopolnjevati s puškami tipa AR-15 in karabinami.
Sedem mesecev po incidentu je ministrstvo za obrambo LAPD dalo 600 presežkov M16, ki so bili izdani vsakemu patruljnemu vodniku; [potrebna popolna navedba] Kot rezultat tega incidenta je LAPD pooblastila svoje častnike, da imajo za postransko orožje polavtomatske pištole kalibra .45 ACP, zlasti modela Smith & Wesson 4506 in 4566. Leta 1997 je bilo dovoljeno le pripadnikom LAPD SWAT nositi pištole kalibra .45 ACP, zlasti polavtomatsko pištolo Model 1911A1 .45 ACP.
Militarizacija policije se je stopnjevala s programom 1033, ki ga je sprožil predsednik George H.W. Busha leta 1990, domnevno za boj proti organizirani trgovini z mamili. Program 1033 je bil dokumentiran v praksi z objavljenimi in televizijskimi posnetki prekomerne sile in oklepnih vozil, predvajanih med protesti leta 2014 v Fergusonu, potem ko je policija Michaela Browna ubila. Zakon o dovoljenjih za nacionalno obrambo, as del službe za obrambo logistične agencije ZDA (DLA) trenutno usklajuje prenos presežne vojaške opreme organom pregona. Od leta 2014 8.000 lokalnih organov pregona sodeluje v programu militarizacije, ki je od Ministrstva za obrambo Združenih držav Amerike od leta 1997 preneslo 5,1 milijarde dolarjev vojaške opreme na lokalne ameriške organe pregona. [Navedba potrebna] Podatki od 2006 do 2014 kažejo, da lokalni in državne policijske službe so med drugo vojaško opremo nabavile letala, helikopterje, bajonete, nože, ostrostrelske ostrostrelce nočnega vida, taktična oklepna vozila ali MRAP-je, puške in orožje, vključno z lansirnimi granatami, vodnimi plovili in maskirno opremo.

##### 21. stoletje
Medtem ko je v skladu s četrto spremembo, morajo uslužbenci organov pregona prejeti pisno dovoljenje sodišča ali drugače usposobljenega sodnika za zakonito iskanje in zajemanje dokazov med preiskovanjem kaznivih dejanj. Zahteve so se po napadih 11. septembra spremenile z zakonom Patriot iz leta 2001, ki je policistom dovolil preiskavo doma ali podjetja brez soglasja ali vednosti lastnika ali stanovalca, med drugim tudi ob sumih na teroristične dejavnosti. Zakon je bil kritiziran zaradi kršitve državljanskih svoboščin in je od njegove uveljavitve sprožil veliko polemik. V zadevi United States proti Antoine Jones je sodišče ugotovilo, da je poostreno spremljanje osumljencev, ki jih je povzročil zakon Patriot, neposredno ogrozilo ustavne pravice osumljencev. Zakon Patriot je nekaj časa dovoljeval agentom, da so izvedli preiskave "prikradite se in pokukajte", izraz, ki opisuje vdor v podjetje ali prebivališče in vstop brez sodnega nadzora. Kritiki, kot je ACLU, so močno kritizirali zakon zaradi kršitve četrtega amandmaja. 
18. maja 2015 je predsednik Barack Obama napovedal omejitve glede vrst vojaške opreme, ki jo je mogoče prenesti na policijske uprave s programom 1033, in omejitve izvajanja programov vojaškega usposabljanja. Potem je vojska omejila prenos nekaterih orožij, kot so lansirniki granat, orožja in bajoneti policiji. Obama je dejal: "Videli smo, kako lahko vojaška oprema ljudem včasih daje občutek, da gre za okupacijsko silo v nasprotju s silo, ki je del skupnosti, ki jih varuje in jim služi ... Torej bomo prepovedali izdelano opremo za bojišče, ki ni primerno za lokalne policijske uprave. "
V odgovor na Obamovo napoved se je največji ameriški policijski sindikat, Fraternal Order of Police, odzval negativno, obljubil je, da se bo zavzel proti novim omejitvam, in upravo obtožil, da politizira varnost policistov. Izvršni direktor FOP James Pasco je izjavil, da je njegova skupina "... (bi) bila (najbolj) najagresivnejša pri uveljavljanju potrebe po varnosti policistov in pravicah častnikov pri vseh policijskih spremembah, ki jih je treba izvesti", je nasprotoval zahtevi, da morajo policijske službe od mestnih vlad pridobiti dovoljenje za nakup določene opreme, vključno s palicami za zaščito, čeladami in ščiti, prek zveznih programov. Pasco je izjavil: "Ozreti se moramo samo v Baltimore (kraj protestov leta 2015 po smrti Freddieja Graya), da vidimo, kaj se zgodi, ko policiste pošljejo slabo opremljene v motečih razmerah ... Ker vam ni všeč optike (militarizacije), ne morete poslati policistov, da bi bili ranjeni ali ubiti. "[navedba]
Julija 2016 je Obamova administracija napovedala, da bo ponovno pregledala prepoved nekaterih vrst vojaške opreme za policijske sile iz leta 2015 in začela postopek za vsak primer posebej. 
28. avgusta 2017 je ameriški državni tožilec Jeff Sessions napovedal odpravo omejitev prenosa vojaške opreme organom pregona. Sessions je med njegovo napovedjo dejal, da Trumpova administracija ne bo "postavljala površnih pomislekov nad javno varnost". 
Tiskovna predstavnica ACLU Kaya Bennett se je odzvala na Sessions in dejala: "V ZDA imamo epidemijo policije, ki uporablja prekomerno silo, zlasti proti barvnim ljudem, pri čemer naraščajo poškodbe in smrtni primeri." vojna - lansirne granate, visokokalibrsko napadalno orožje in še več - toda ravno to so se odločili predsednik Trump in generalni državni tožilec. " Od začetka programa 1033 leta 1990 je bilo več kot 5,4 milijarde ameriških dolarjev vojaške opreme je Pentagon prenesel na lokalno in državno policijo. 

###### Obtožbe o "vojni s policijo"
Leta 2015 je novinar Radley Balko napisal mnenjsko kolumno, v kateri je opisal izjave politikov Donalda Trumpa, Teda Cruza, Scotta Walkerja in Dana Patricka, da se "vojna proti policiji" odvija kot "brez dejstev podpiranje strahu" in " nevarna igra. " Izjave so bile podane po pomembnih poročilih o smrti policistov; Balko je zapisal: "Leto 2015 je v teku, da bi prišlo do 35 kaznivih dejanj pobojev policistov. Če se bo takšen tempo obdržal, bi se letošnje leto končalo z drugim najmanjšim številom umorjenih policistov v zadnjih desetletjih [in] ... ne samo, da manj ljudi ubija policiste, manj ljudi jim poskuša škodovati. "

#### MOVE bombardiranje
V ponedeljek, 13. maja 1985, je policija v Filadelfiji poskušala očistiti stavbo, ki so jo zasedli aktivisti osvoboditve temnopoltih MOVE, in izvršila naloge za prijetje. To je privedlo do oboroženega nasprotovanja s policijo, ki je v stavbi zataknila posode za solzivec. Policija je dejala, da so člani MOVE streljali nanje; prišlo je do streljanja s polavtomatskim in avtomatskim strelnim orožjem. Poverjenik Sambor je ukazal, naj se zgradba bombardira. Iz policijskega helikopterja zvezne države Pennsylvania je policijski poročnik Philadelphia Frank Powell nadaljeval metanje dveh kilogramov težkih bomb (ki jih je policija imenovala "vstopne naprave"), narejenih iz vodnega gela, ki ga je FBI dobavil, eksploziva, nadomestka dinamita, namenjenega utrjenemu, bunker podobna kabina na strehi hiše. 
Eksplozije so povzročile požar, ki se je razširil in na koncu uničil približno 65 bližnjih hiš. V požaru je umrlo enajst ljudi (Janez Afrika, pet drugih odraslih in pet otrok, starih od 7 do 13 let), več kot 250 ljudi v soseski pa je ostalo brez domov. Ramona Africa, ena od dveh preživelih, je dejala, da je policija streljala na tiste, ki so poskušali pobegniti. 

#### Ruby ridge
Leta 1992 je prišlo do smrtonosnega spopada in 12-dnevnega obleganja Ruby Ridgea v severnem Idahu med Randyjem Weaverjem, njegovo družino in prijateljem Kevinom Harrisom ter agenti ameriške službe maršalov (USMS) in Zveznim preiskovalnim uradom (FBI). ). Agenti USMS in FBI so bili oboroženi z M16 in ostrostrelskimi puškami ter uporabili APC. Posledica tega je bila smrt dveh Tkalcev (Randyjevega sina Sammyja in njegove žene Vicki) in namestnika ameriškega maršala Williama Francisa Degana. Na poznejšem zveznem kazenskem postopku proti Weaverju in Harrisu je Weaverjev odvetnik Gerry Spence obtožil "kaznivih dejanj" zoper vsako agencijo, vpleteno v incident: FBI, USMS, Urad za alkohol, tobak, strelno orožje in eksplozive (BATFE) ter odvetništvo ZDA (USAO) za Idaho. Po zaključku sojenja je urad za poklicno odgovornost ministrstva za pravosodje ustanovil delovno skupino Ruby Ridge za preiskavo Spenceovih obtožb. Poročilo delovne skupine iz leta 1994 je izdal Lexis Counsel Connect v odpravljeni obliki in sprožilo vprašanja o ravnanju in politiki vseh agencij. Nezadovoljstvo javnosti nad Ruby Ridgeom je privedlo do tega, da je senatni pododbor za terorizem, tehnologijo in vladne informacije organiziral 14 dni zaslišanj in izdal poročilo, ki poziva k reformam zveznega kazenskega pregona, da se prepreči ponovitev Ruby Ridgea in povrne zaupanje javnosti v zvezne organe pregona.

#### Waco
Leta 1993 so agenti FBI in BATFE med obleganjem skupnosti Branch Davidian v Wacu v Teksasu uporabljali oklepna vozila in tanke ter napadali helikopterje. [80] Orožje FBI je vključevalo puške kalibra .50 (12,7 mm) in vozila M728 Combat Engineer Vehicles, ki temeljijo na glavnem šasiji bojnega tanka M60A1 Patton. FBI je prav tako sprožil 40-milimetrski (1,6-palčni) ogenj CS z granatami M79 in na lokaciji Branch Davidian sprožil dva vojaška naboja M651. 40-milimetrsko strelivo, ki ga je odstranil Texas Ranger Division v Wacu, je vključevalo na ducate plastičnih krogel Ferret Model SGA-400 Liquid CS, dve kovinski pirotehnični metki M651 s solzivcem, dve kovinski granati NICO Pyrotechnik Sound & Flash in osvetlitev s padalom. [82] Priročnik Army Tech za M651 opozarja, da lahko prodre 3⁄4-palčni vezan les na 200 metrov in "izstrelek lahko eksplodira ob tarčnem udarcu".

#### 2005-2009
Leta 2005 je državna policija Maryland (MSP) začela vnašati imena in osebne podatke nasprotnikov smrtne kazni in protivojnih protestnikov v bazo podatkov, ki se uporablja za sledenje teroristom.
Po orkanu Katrina v New Orleansu leta 2005 so zaposleni v zasebnem varnostnem podjetju Blackwater patruljirali po mestu z avtomatskim orožjem. "Ko so ga vprašali, pod kakšno oblastjo delujejo," je poročal novinar Jeremy Scahill, "je neki moški odgovoril:" Dogovorili smo se z ministrstvom za domovinsko varnost. " roparji.
25. avgusta 2008 je bila policijska uprava v Denverju (DPD) obtožena množičnih, neselektivnih aretacij skoraj 100 protestnikov na Demokratični nacionalni konvenciji. Leta 2011 se je mesto Denver v Koloradu strinjalo, da bo plačalo poravnavo v višini 200.000 ameriških dolarjev in izboljšalo svoje usposabljanje in politike nadzora množice.

#### 2010-2014
Februarja 2010 je policijsko ministrstvo v Minneapolisu (MPD) v okviru iskanja mamil vdrlo v stanovanje Rickia Russella, vdrlo je v vrata in vrglo granato. Takrat je Russell večerjal s svojim fantom, eksplodirajoča granata pa ji je opekla glavo in teleta. V Russellovem stanovanju niso našli drog, mestni svet Minneapolisa pa se je strinjal, da bo plačal milijon dolarjev odškodnine. [86] Januarja 2011 je Rogelio Serrato v Greenfieldu v Kaliforniji umrl zaradi vdihavanja dima, potem ko je v njegovem domu požarna granata, ki jo je sprožila SWAT-ova ekipa policijskega oddelka Greenfield (GPD), sprožila požar. [86]
Maja 2011 je šerif okrožja Pima ubil marinskega in iraškega vojnega veterana Joseja Guereno, ko sta vstopila v njegov dom, ko je oddal nalog za preiskavo v zvezi s preiskavo tihotapljenja marihuane. V njegov dom so sprožili 71 strelov, njegova žena in 4-letni otrok pa sta bila notri in nista odkrila drog in ničesar nezakonitega. Vključeni oddelki so plačali 3,4 milijona dolarjev poravnave.
Glen Greenwald je ob sklicevanju na proteste zasedbe Wall Street v New Yorku leta 2011 zapisal: "Policijski odziv je bil tako pretiran in tako jasno oblikovan po taktiki bojnega polja, da ni bilo dvoma, da je odvračanje od domačega nestrinjanja eden glavnih ciljev policije militarizacija. "
Policijska uprava Oakland (OPD) je uporabila prekomerno silo pri razbijanju demonstracij zasedbe Oaklanda leta 2011. Več protestnikov je mesto Oakland v Kaliforniji uspešno tožilo zaradi poškodb; Scott Olsen se je po udarcu s policijskim izstrelkom v glavo hudo poškodoval in prejel 4,5 milijona dolarjev. Mesto je plačalo 1,17 milijona dolarjev skupini protestnikov in 645.000 dolarjev Kayvanu Sabeghiju, ki ga je policija zasula. Policijski ostrostrelec z ostrostrelskim sistemom zagotavlja nadzor nad protestom v Fergusonu glede streljanja na Michaela Browna.
28. maja 2014 je ekipa SWAT-a, ki je iskala mamila v domu Cornelia v državi Georgia, v hišo vrgla granato. Granata je pristala v otroški igri 19-mesečnega dečka, detonacija pa je močno opekla in pohabila otrokov obraz.
Konec leta 2014 se je zaskrbljenost zaradi militarizacije policije pojavila po streljanju na Michaela Browna 9. avgusta 2014 v Fergusonu v Missouriju, predmestju St. Razstava vojaške opreme s strani območnih policijskih agencij, ki so se ukvarjale s protesti, je bila deležna pomembnih kritik medijev in politikov. Obstajali so pomisleki glede neobčutljivosti, taktike in militariziranega odziva. V zadnjih letih se vse bolj širi uporaba vojaške opreme in taktik za policijsko delovanje v skupnosti in za javni red. Zakonodajalci so začeli razpravljati o tej temi. 

### Skrbi in odzivi

#### Policija v skupnosti
Premik k militarizaciji zadeva same policiste in analitike policijske politike. Policijsko delo v ameriški skupnosti je zraslo iz peelskih načel londonske metropolitanske policije, ki poudarjajo odnos med policijo in skupnostjo, ki ji služijo. Izobraževanje policijske akademije po vzoru vojaškega čevlja, uniforme vojaškega tipa in črna barva same po sebi lahko povzročijo agresijo, prav tako misije z imenom vojne proti kriminalu, drogam in terorizmu. [102]
V članku iz leta 2013 v biltenu urada urada za policijske storitve (COPS) DOJ je višji analitik politike COPS Karl Bickel opozoril, da bi lahko militarizacija policije resno poslabšala policijo, usmerjeno v skupnost. Bickel je zapisal, da bo pospešena militarizacija verjetno odtujila policijski odnos do skupnosti, in opozoril na številne dejavnike, ki prispevajo k militarizaciji, vključno z rastjo SWAT-a; vse večja razširjenost temno obarvanih uniform v vojaškem slogu za patruljne policiste (za katere raziskave kažejo, da imajo psihološki učinek na povečanje agresije pri uporabniku) in "bojevniku podoben" stresni trening pri policijskem usposabljanju, ki spodbuja nas proti "pristop". 

#### Uporaba sile
Poročilo The Marshall Project, ki je preučevalo podatke iz začetka leta 2010, je preučevalo miselnost "skrbnik" v primerjavi z "bojevnikom" z izračunom stopnje pritožb zaradi pretirane uporabe sile proti policistom, ki so bili vojaški, v primerjavi s policisti na splošno. Ugotovljeno je bilo, da so veterani v Bostonu (28% v primerjavi s 17%) in Miamiju (14% v primerjavi z 11%) ugotovili višjo stopnjo, vendar za državno policijo v Massachusettsu niso našli nobene razlike.
Nacionalna raziskava raziskovalnega centra Pew avgusta 2016 je pokazala, da so policisti, ki so služili vojsko, bolj verjetno izstrelili orožje med opravljanjem policijskih del (32% proti 26%). [105]

#### Mnenja
ACLU je izjavil, da lokalna policija uporablja to "vojaško orožje v vsakdanjem policijskem delu, zlasti za boj proti potratni in neuspeli vojni z mamili, ki je nepošteno ciljala na barvite ljudi." [106] Travis Irvine iz The Huffington Post je omenil, kako "lokalna policija sile zdaj vozijo vozilom, podobnim tankom, po naših ulicah. "Dave Pruett iz The Huffington Post je izrazil zaskrbljenost glede" vojaških Humveesov, ki so še vedno v kamuflaži in nameščeni z mitraljezi, v rokah občinske policije [in] SWAT policijske ekipe [108] Nekdanji šef policijske policije v Seattlu Norm Stamper je objavil esej z argumentom, da je "trenutna epidemija policijske brutalnosti odraz militarizacije ... naših urbanih policijskih sil, rezultat leta "vojne proti drogam" in "vojne proti terorizmu". [109] Senator Rand Paul je predlagal demilitarizacijo ameriških policijskih oddelkov in izjavil, da "slike in prizori, ki jih še vedno vidimo v Fergusonu, bolj spominjajo na vojno posebna policijska akcija. "[110]
Chuck Canterbury, predsednik bratskega reda policije, je trdil, da je bila oprema, prejeta od zvezne vlade, pravilno demilitarizirana in da se uporablja za zaščito civilistov pred nasilnimi zločini. Nadalje je izjavil, da je bila uporaba opreme s strani organov pregona nujna za zaščito civilistov, saj so množična streljanja potekala po ZDA, tudi v majhnih mestih. Odgovarjajoč na trditve, da so policisti prejeli tanke, je Canterbury trdil, da vozila, ki jih uporabljajo organi pregona, niso bila oborožena in da se po ZDA uporabljajo za zaščito drugih policistov. 
23. marca 2015 je preiskava ministrstva za pravosodje o uporabi smrtonosne sile s strani policijske uprave v Filadelfiji v obdobju 2007–2013 ugotovila, da lahko način usposobljenosti policistov prispeva k pretirani uporabi smrtonosne sile. Poročilo je pokazalo, da a) mnogi policisti napačno domnevajo, da je "v strahu za življenje" opravičilo za uporabo smrtonosne sile, vendar strah ne bi smel biti dejavnik - razumno je prepričanje, da je smrtonosna sila potrebna, da bi se izognili smrti ali resne poškodbe; b) navodila o politikah uporabe sile so zmedena; c) večina scenarijev usposabljanja se konča z neko vrsto uporabe sile, policisti pa so redko, če sploh, usposobljeni za mirno reševanje sporov; d) 80% osumljencev, ki jih je ustrelila policija, je bilo temnopoltih - temnopolti osumljenci so bili tudi več kot dvakrat bolj verjetni zaradi "neuspešnega zaznavanja groženj"; in e) ni bil vzpostavljen noben dosleden postopek za preiskave streljanja, niso bili narejeni avdio ali video posnetki razgovorov z uradniki, policisti pa so pogosto opravljeni mesece po dogodkih. 
V poročilu [114], objavljenem junija 2015, je Amnesty International trdila, da Združene države ne upoštevajo temeljnih načel OZN o uporabi sile in strelnega orožja s strani uslužbencev organov pregona. [115]

#### Zbiranje obveščevalnih podatkov in nadzor
V poročilu iz januarja 2017 analitik politike kazenskega pravosodja inštituta Cato Adam Bates trdi, da je v ZDA za "vedno bolj militarizirano domačo policijo" značilno, da "plazenje misij [ni] omejeno na orožje in taktike. Droge so naredile za militarizacijo policije, Vojna proti terorizmu zdaj za zbiranje policijskih obveščevalnih podatkov in ogrožena je zasebnost milijonov Američanov. "
ACLU je izrazil zaskrbljenost zaradi vpletenosti vojske v nadzor mirnih protestnikov. ACLU je denimo opozoril na izdajo ameriškega ministrstva za obrambo (DOD) obvestil o grožnjah in lokalnih opazovanjih (TALON), v katerih so Veterani za mir in druge protivojne skupine prikazani kot "teroristične grožnje". ACLU je izrazil tudi zaskrbljenost zaradi vojaškega sodelovanja v "fuzijskih centrih". 

#### Civilne svoboščine
Zvezni zakon o posse comitatusu iz leta 1878 prepoveduje ameriški vojski izvajanje domačih dejavnosti kazenskega pregona, ki vključuje "tradicionalno ameriško načelo ločevanja civilne in vojaške oblasti." [118] Vendar so bile narejene izjeme: kongres je leta 1981 sprejel zakonodajo, ki dovoljuje vojaško sodelovanje pri prepovedi prepovedi mamil na ameriških mejah in osem let kasneje "je Ministrstvo za obrambo določilo za" eno vodilno agencijo "pri prizadevanjih za prepoved drog." Konec devetdesetih let po bombardiranju v Oklahomi City so bili predlogi za nadalje omeji zakon, da se omogoči vojaško sodelovanje v dejavnostih kazenskega pregona v primerih kemičnega / biološkega orožja in terorizma. [119] Nekateri komentatorji so te protiteroristične predloge kritizirali na podlagi tega, da ogrožajo državljanske svoboščine.  Pisatelji, kot je častnik ameriškega letalskega letalstva Charles J. Dunlap, mlajši, so kritizirali predloge za uporabo vojske za notranjo varnost z utemeljitvijo, da "nihče ne sme trpeti iluzije, da bi lahko vojaške sile kdaj izvršile zakone z enako občutljivostjo na državljanske svoboščine kot redne policijske sile. " Dunlap je trdil, da je "osrednji imperativ vojaške službe" "uničevanje ciljev in spodkopavanje sovražnikovega poveljevanja in nadzora" - veščina, ki ni nujno prenesena na zbiranje obveščevalnih podatkov in preiskave. Po tem mnenju "lahko uspešna policijska operacija oboroženih sil onemogoči premagovanje pristnih zunanjih vojaških groženj." 
Pospeševanje militarizacije rednega kazenskega pregona med vojno proti drogam in vojno proti terorizmu po 11. septembru pa je nekatere komentatorje spodbudilo k zaskrbljenosti zaradi zabrisanja razlike med civilnimi in vojaškimi funkcijami in možnosti, da bi se zmanjšale omejitve vladne moči. v času zaznane krize. Članek iz leta 2010, objavljen v reviji Armed Forces & Society, je preučeval "zbliževanje vlog, to je dokaze, da so pomembni segmenti policijskih operacij v ZDA prevzeli vojaške značilnosti, in dokaze, da je veliko ameriških vojaških pobud prevzelo policijske značilnosti. " Sklenil je, da je" za posamezne državljane in za družbo kot celoto vsaj en vidik konvergence vlog - militarizacija policije - potencialno težaven. Če ta konvergenca povzroči, da policija sprejme ne samo taktiko vojaškega tipa postopkov, pa tudi vojaški odnosi in usmeritve, lahko zbliževanje resno ogrozi tradicionalne državljanske pravice in svoboščine. "
Poročilo ACLU iz leta 2014, War Comes Home: The Excessive Militarization of American Policing, je zaključilo, da je "ameriško policiranje postalo po nepotrebnem in nevarno militarizirano ..." Poročilo navaja povečanje nepotrebno agresivnih napadov, "taktike, zasnovane za bojišče", in oprema, kot so oklepniki in granate, pa tudi pomanjkanje preglednosti in nadzora. Pisatelji, kot sta Ilya Shapiro in Randal John Meyer, so trdili, da militarizacija vodi do "skrajnih ustavnih kršitev". 

#### SWAT ekipe in taktike napadov v vojaškem slogu
Peter Kraska, profesor kazenskega pravosodja na univerzi Eastern Kentucky, je ugotovil, da se je razširjenost ekip SWAT med policijskimi agencijami, ki služijo prebivalstvu z najmanj 50.000 ljudmi, od sredine osemdesetih do poznih devetdesetih let podvojila in narasla na 89% policijskih agencij. do konca tega časovnega obdobja. Med manjšimi policijskimi agencijami (ki pokrivajo območja med 25.000 in 50.000 ljudmi) se je delež SWAT-skupin povečal z 20% sredi 1980-ih na 80% sredi 2000-ih. Kraska pravi: "Ko se ljudje sklicujejo na militarizacijo policije, to ni v slabšalnem ali obsojajočem smislu. Sodobne policijske agencije so se v kulturnem, materialnem in operativnem smislu bistveno premikale po vzoru mornariških tjulnjev. Vse to so jasne indikacije da se odmikajo od civilnega modela policijskega dela. "
Poročilo ACLU iz leta 2014, War Comes Home: The Excessive Militarization of American Policing, je zaključilo, da je "ameriško redarstvo postalo po nepotrebnem in nevarno militarizirano ..."  Poročilo je preučilo 818 uporab SWAT skupin v več kot 20 organih pregona v ZDA. 11 ameriških zveznih držav od julija 2010 do oktobra 2013.Taktike v vojaškem slogu, ki jih uporabljajo takšne ekipe, vključujejo nočne napade, uporabo ovnov, ki jih uporabljajo za vdiranje, bliskavice, izjemne sile in nošenje čelad in mask.
Uporaba SWAT skupin je postala še posebej pogosta pri iskanju mamil. Študija ACLU je pokazala, da je bilo 62% uvedbe SWAT namenjenih napadom na droge in da je 79% vključevalo napade na zasebne domove; študija je pokazala, da je le "7% spadalo v tiste kategorije, ki jim je bila tehnika prvotno namenjena, kot so talci ali barikade." V nekaterih primerih so bili civilni prebivalci, vključno z dojenčki, ubiti ali ranjeni zaradi policijske uporabe sile v napadih v vojaškem slogu. V drugih primerih so prebivalci prizadetih sosesk poročali o psiholoških travmah zaradi militaristične taktike pregona. Uporaba sile in opreme v vojaškem slogu med takšnimi napadi je povzročila kritike, zlasti s strani civilnih svobodnjakov, kot je Radley Balko, ki je o tej temi pisal v svoji knjigi Rise of the Warrior Cop: The Militarization of the Police Force.
Čikaški policijski oddelek (CPD) je bil obtožen, da je na trgu Homan upravljal s tajno "črno stranjo", kjer so bili osumljenci, ne da bi bili knjiženi in registrirani in njihovim odvetnikom ni družinam neznani kje se nahajajo. Osumljenci naj bi bili vkljenjeni in mučeni.

#### Zvezna prizadevanja za zajezitev militarizacije
Med letoma 1997 in 2016 je Ministrstvo za pravosodje Združenih držav (DOJ) na sodišče nasprotovalo policijskim praksam v več kot 24 mestih, da bi zaščitilo državljanske pravice javnosti.
Obamova administracija je izvedla obsežno reformo policije. Leta 2015 je projektna skupina za policijsko dejavnost 21. stoletja priporočila, da se prek programa 1033 omeji zvezni prenos presežkov vojaške opreme, kot so granata in oklepna vozila, z obrambnega ministrstva na organe pregona. Predsednik Obama je uresničil priporočila v izvršni odredbi 13688, v tem, kar opazovalci vidijo kot poskus preusmeritve policije s "oddaljevanja od plazeče militarizacije na policijo v skupnosti". Trumpova administracija je nakazala dramatičen premik politike, Donald Trump je med kampanjo obljubil obnovitev celotnega programa 1033. Leta 2017 je Trumpova administracija napovedala, da bo program ponovno vzpostavila.

## Vrste skupin in orožja

### SWAT ekipe
Skupine za posebno orožje in taktiko (SWAT) so enote kazenskega pregona v ZDA, ki uporabljajo specializirano ali vojaško opremo in taktike. SWAT skupin so bili ustvarjene v šestdesetih letih za obvladovanje nemirov ter nasilnih konfrontacij s kriminalci. Število SWAT enot se je povečalo v osemdesetih in devetdesetih letih med vojno proti drogam in po napadih 11. septembra. V Združenih državah Amerike so ekipe SWAT vsako leto napotene od 50.000 do 80.000 krat, 80% časa, da bi izpolnile naloge za iskanje, najpogosteje za mamila. SWAT ekipe so vedno bolj opremljene s strojno opremo vojaškega tipa in so usposobljene za uporabo pred grožnjami terorizma, za nadzor množic in v situacijah, ki presegajo zmožnosti običajnega kazenskega pregona, včasih veljajo za "zelo tvegane". Druge države so razvile svoje paravojaške policijske enote (PPU), ki so prav tako opisane kot policijske sile SWAT ali v primerjavi z njimi. SWAT enote so pogosto opremljene s specializiranim strelnim orožjem, vključno s pištolami, puškami, šibrenicami, ostrostrelnimi puškami, sredstvi za nadzor nemirov ter granatami za bliskavico. Imajo specializirano opremo, vključno z neprebojnimi jopiči, balističnimi ščiti, vstopnimi orodji, oklepnimi vozili, napredno optiko nočnega vida in detektorji gibanja za prikrito določanje položajev talcev oziroma tarč v zaprtih konstrukcijah.
Povečana uporaba SWAT skupin je znak povečane militarizacije policije. Radley Balko iz inštituta Cato je zapisal, da je bilo v sedemdesetih letih letno okoli 300 napadov SWAT, od leta 2005 pa 40.000 letno. SWAT-ekipe, ki se uporabljajo za zatiranje igralnic na srečo in izdajo nalogov za preiskavo, so ponekod običajne, na primer Fairfax, VA. "Število uvedb SWAT-a se je po ocenah med letoma 1980 in 2000 povečalo za več kot 1400%. Profesor univerze vzhodnega Kentuckyja Petra Kraske. " Balko navaja, da je leta 2007" ... ekipa SWAT iz Dallasa vdrla v dobrodelne poker igre Veteranov. Leta 2010 je ekipa močno oboroženega šerifovega okrožja Orange County na Floridi vdrla v več brivnic, pri čemer so brivce in stranke držali pod pištolo, medtem ko so brivnice pregledali. Od 37 aretiranih je bilo 34 sprejetih zaradi tega, ker niso imeli obratovalnih dovoljenj. Racije v brivnici Orlando so bile nato izpodbijane na sodišču, leta 2014 pa je ameriško pritožbeno sodišče presodilo, da so kršili pravice. Za vlado, pa so odločili da izvede tekoči upravni inšpekcijski pregled kot da gre za kaznivo dejanje.
ACLU je izjavil, da "močno oborožene ekipe SWAT sredi noči napadajo domove ljudi, pogosto samo zaradi iskanja mamil", zaradi česar ljudje "med temi napadi" po nepotrebnem zbežijo. S tem so številne soseske spremenili v bojno cono.

### Ostrostrelci
Ostrostrelci kazenskega pregona, ki jih navadno imenujejo policijski ostrostrelci, in vojaški ostrostrelci se razlikujejo v mnogih pogledih, vključno s področji delovanja in taktiko. Policijski ostrostrelec je del policijske akcije in običajno sodeluje v razmeroma kratkih misijah. Policijske sile takšne ostrostrelce običajno razporedijo v scenarijih talcev. To se razlikuje od vojaškega ostrostrelca, ki deluje kot del večje vojske, ki se ukvarja z vojskovanjem. Včasih so kot del SWAT-a policijski ostrostrelci razporejeni skupaj s pogajalci in napadalno skupino, usposobljeno za boj v neposredni bližini. Kot policisti so usposobljeni za streljanje le v skrajni sili, kadar obstaja neposredna nevarnost za življenje; policijski ostrostrelec ima dobro znano pravilo: "Bodite pripravljeni vzeti življenje in si rešiti življenje". Policijski ostrostrelci običajno delujejo na precej krajših razdaljah kot vojaški ostrostrelci, običajno manj kot 100 metrov in včasih celo manj kot 50 metrov. Obe vrsti ostrostrelcev resnično streljata pod pritiskom in pogosto ubijeta z enim strelom.
Policijske enote, ki niso opremljene za taktične operacije, se lahko zanesejo na specializirano ekipo SWAT, ki ima lahko namenskega ostrostrelca. Policijski ostrostrelci, nameščeni na razglednih točkah, kot so visoke zgradbe, lahko zagotavljajo varnost dogodkov. V enem odmevnih incidentov je Mike Plumb, ostrostrelec SWAT v Columbusu v Ohiu, osebi preprečil samomor tako, da je osebi odstrelil revolver iz roke in ga pustil nepoškodovanega.
Potreba po specializiranem usposabljanju za policijske ostrostrelce se je pokazala leta 1972 med pobojem v Münchnu, ko nemška policija med zaključkom krize na letališču ni mogla razporediti specializiranega osebja ali opreme, zato so bili vsi izraelski talci pobiti . Medtem ko je imela nemška vojska leta 1972 ostrostrelce, uporaba ostrostrelcev nemške vojske v scenariju ni bila mogoča zaradi izrecne prepovedi uporabe vojske v domačih zadevah v nemški ustavi. Pomanjkanje ostrostrelcev, usposobljenih za policijo, je bilo kasneje odpravljeno z ustanovitvijo specializirane policijske protiteroristične enote GSG 9, ki je nato postala široko kopirani model policijske enote posebne enote.
Septembra 2015 je ostrostrelec oddelka šerifov San Bernardino iz helikopterja ustrelil v osumljenca, ki je vozil avto. Osumljenec je skočil iz avtomobila in umrl ob cesti, a je njegovo vozilo nadaljevalo naprej, udarilo drugo vozilo in hudo poškodovalo tri civiliste.

### Protestna policija
Opazovalci so opazili tudi militarizacijo policijskih protestov. Policija za izgrednike je policija, ki je organizirana, razporejena, usposobljena ali opremljena za spopadanje z množicami, protesti oziroma izgredi. Policija za izgrednike je lahko redna policija, ki v določenih situacijah deluje v vlogi policije za izgrednike, ali pa so lahko ločene enote, organizirane znotraj rednih policijskih sil ali vzporedno z njimi. Policija za izgrednike se uporablja v različnih situacijah in za različne namene. Lahko so zaposleni za nadzor nemirov, kot pove že njihovo ime, za razpršitev ali nadzor množic, za ohranjanje javnega reda ali odvračanje od kaznivih dejanj ali za zaščito ljudi in premoženja. V nekaterih primerih policija lahko deluje kot orodje politične represije z nasilnim razbijanjem protestov in zatiranjem drugačnega mišljenja ali državljanske neposlušnosti.
Policija za izgrednike pogosto uporablja posebno opremo, imenovano opremo za izgrednike, da bi se zaščitila in napadla protestnike ali izgrednike. Oprema za nemire običajno vključuje osebni oklep, palice, zaščitne ščitnike in čelade. Številne policijske ekipe uporabljajo tudi manj nevarno orožje, kot je pekoči sprej, solzivec, puške, ki streljajo gumijaste ali plastične krogle, granate in akustične naprave velikega dosega (zvočni topovi)
Policijska taktika, uporabljena med protestom leta 2001 v Quebecu, je primer pristopov severnoameriške policije. Med protesti je policija izstrelila solzivec, vodne topove in gumijaste naboje, s tem so razpršili velike skupine protestnikov, tako nasilnih kot miroljubnih, vključno z učitelji in skupinami zdravnikov, ki so nudili prvo pomoč drugim protestnikom. Drugi taktični posegi za aretacijo različnih zaznanih voditeljev gibanja. Domnevno naj bi bili "policisti vedno bolj uporabljali plastične naboje tudi iz pištol z laserskimi merilci, zato so ljudje ponoči pogosto lahko videli, da so policisti namerno ciljali v glave ali dimnice."

### Vojaško orožje
Nekatere ameriške ekipe SWAT so sprejele karabin AR-15. Nekateri ameriški policijski oddelki uporabljajo karabin M4, ki bo nadomestil M16 kot glavno bojno jurišno puško ameriške vojske. Različne ameriške ekipe SWAT so oborožene s pištolo Heckler & Koch MP5,
Ameriške agencije pregona, kot sta New York City Police Department (NYPD)  Pittsburgh Bureau of Police (PBP), uporabljajo Baretta M82. Policija uporablja M82 za prebijanje ovir, kot na primer velikokalibrski .50 BMG, ki gre skozi v večino komercialnih opečnih zidov in betonskih blokov.
Med letoma 2006 in 2014 je bilo v okviru programa presežne vojaške opreme lokalnim in državnim organom pregona v Ohiu razdeljenih skoraj 5000 pušk M16.

## Učinki
Študija iz leta 2017 je odkrila statistično pomembno pozitivno povezavo med militarizacijo policije in smrtnimi žrtvami zaradi streljanja, ki so jih izvajali policisti.
Dve študiji v American Economic Journal: Economic Policy sta zaključili, da je militarizacija policije zmanjšala kriminal. Vendar so bile te študije kritizirane zaradi uporabe neprimernih podatkov. Študije, ki so uporabile boljše podatke, niso ponovile ugotovitev teh študij.
Študija PNAS iz leta 2018 je pokazala, da so "militarizirane policijske enote pogosteje napotene v skupnosti z velikim deležem afroameriških prebivalcev, tudi po nadzoru nad stopnjo kriminala na lokalni ravni." Študija je tudi pokazala, da "militarizirano policijsko delo ne izboljša varnosti policistov ali zmanjša lokalnega kriminala."